# Kaija Kärkinen
Pour les articles homonymes, voir Kärkinen.
Kaija Hannele Kärkinen (née le 9 septembre 1962 à Sodankylä) est une chanteuse, parolière et actrice finlandaise.

## Carrière
En 1981, Kärkinen s'installe à Rovaniemi, où elle étudie les sciences de l'éducation à l'université de Laponie. À Rovaniemi, elle commence sa carrière en tant que soliste du groupe de rock Lato et s'implique dans le théâtre étudiant. En 1986, Kärkinen devient élève de l'École supérieure de théâtre d'Helsinki, dont elle obtient son diplôme en 1990.
Avec la chanson Hullu yö qui a emporté le concours national, elle représente la Finlande au Concours Eurovision de la chanson 1991 . La chanson obtient seulement 6 points et termine à la vingtième place sur vingt-deux participants.
La chanson lance le duo avec son mari Ile Kallio. Depuis, ils forment un couple dans la vie civile et ont deux fils.
Kärkinen apparaît dans plusieurs séries télévisées, principalement dans les années 1990, comme Rederiet.
Kärkinen est présidente de l'Association des auteurs-compositeurs finlandais entre mars 2012 et avril 2024.

## Discographie
Albums
- 1991 : Mustaa vettä
- 1995 : Sade
- 1996 : Lupaus
- 1997 : Suuri salaisuus
- 1999 : Noitavoimaa
- 2000 : Kaikki oikeudet
- 2002 : Kymmenen laulua
- 2004 : Kuka saa kyyneleet
- 2005 : Sodassa ja rakkaudessa
- 2008 : Saman taivaan alla
- 2012 : Köyhän naisen paratiisi